# هارولد بيرنرز وكر
سير هارولد بيرنرز وكر (بالإنجليزية: Harold Berners Walker)‏ (مواليد 19 أكتوبر 1932) دبلوماسي بريطاني سابق. شغل منصب السفير البريطاني إلى البحرين من 1979 إلى 1981 والإمارات من 1981 إلى 1986 وإثيوبيا من 1986 إلى 1990 وأخيرا العراق من 1990 إلى 1991. حاصل على وسام القديس ميخائيل والقديس جرجس.

## النشأة
نجل الأدميرال الراحل السير هارولد ووكر ولد السير هارولد في عام 1932 ودرس في كلية وينشستر وفي وقت لاحق كلية ووستر، أكسفورد.

## السيرة
عمل دبلوماسي من 1956 إلى 1992. عاش في دبي من 1958 إلى 1962 ثم بعد ذلك سفيرا لبريطانيا إلى البحرين من 1979 إلى 1981 والإمارات من 1981 إلى 1986 وإثيوبيا من 1986 إلى 1990 وأخيرا العراق من 1990 إلى 1991.
خدم في العراق من 1990 إلى 1991 وأنهى بذلك مسيرته الدبلوماسية كما حصل في ذلك العام على وسام القديس ميخائيل والقديس جرجس.

## التقاعد
منذ تقاعده من الخدمة الدبلوماسية في عام 1992 واصل هارولد ووكر اهتمامه في العالم العربي. عين عضو في مجلس تعزيز التفاهم العربي ـ البريطاني وعضو في مجلس أمناء مؤسسة القرن المقبل. في عام 2004 عاد إلى بؤرة الأضواء عندما وضع توقيعه برفقة دبلوماسيين بريطانيين سابقين على رسالة مرفوعة إلى رئيس الوزراء توني بلير تنتقد نهجه في السياسة الخارجية في الشرق الأوسط.